# Закон Русский
Закон Русский — обычное право в Киевской Руси X века, упомянутое в договорах Руси и Византии, а также в Русской Правде. Ранний устный источник русского права.
Восходит к древней племенной эпохе восточных славян. В X веке был сложным по составу источником права, применявшимся в судебной практике князей.
Большинство исследователей (И. А. Исаев, О. И. Чистяков и др.) считают, что Закон Русский был устным источником права: так как им не были известны упоминания о каком-либо конкретном письменном законе до X века, а первые княжеские законы — «уставы» и «уроки» — использовались по памяти. Н. М. Карамзин считал существование письменного закона в Древней Руси вполне возможным.
Альтернативную точку зрения представляет В. О. Ключевский, считавший Закон Русский правом городовой Руси, сложившимся в IX—XI веках в славяно-варяжской среде торговых городов.
Сходной позиции придерживается и И. В. Петров, особое внимание уделявший в своих последних монографиях древнерусскому торговому праву.
Нормы «Закона русского» использовались при составлении Русской Правды (Краткой и Пространной редакций). В основном это были нормы уголовного права (убийство, телесные повреждения, различные виды кражи, поджог и т. д.).